# Rolf Rüssmann
Rolf Dieter Rüssmann (Schwelm, 13 ottobre 1950 – Gelsenkirchen, 2 ottobre 2009) è stato un dirigente sportivo e calciatore tedesco, di ruolo stopper.
È scomparso nel 2009 a 58 anni per un tumore alla prostata.

## Carriera
Ingaggiato dallo Schalke 04, nel 1971 fu coinvolto insieme ad altri compagni di squadra in una combine di un incontro contro l'Arminia Bielefeld, e squalificato per un anno in Bundesliga (fu comunque autorizzato a militare all'estero, e 
Rüssmann disputò un anno in prestito al Club Bruges), e sospeso a tempo indefinito dalle selezioni nazionali.
Tornato allo Schalke nel 1974, nel 1977, per le sue buone prestazioni nel club e la revoca della sospensione dalle nazionali, Rüssmann venne convocato nella Nazionale di calcio della Germania Ovest, con cui disputò da titolare il Campionato mondiale di calcio 1978 in Argentina. Dopo il Mondiale concluso con l'eliminazione al secondo turno, Rüssmann tornò in Nazionale in una sola occasione, disputando complessivamente 20 incontri andando a segno in una partita contro l'Unione Sovietica.
Nel 1980, a causa di una crisi economica del club di Gelsenkirchen, fu ceduto i rivali del Borussia Dortmund, rimanendo coi giallo-neri fino a  fine carriera.
Terminata l'attività agonistica, ha intrapreso quella di direttore sportivo, ricoprendo quel ruolo per Schalke 04, Borussia Mönchengladbach e Stoccarda.

## Palmarès
- Coppa di Germania: 1

Schalke 04: 1971-1972